# Алаид
Алаид (Оякоба, Оякоба-яма, Оякобатска, Арайто, Арайто-Фуджи, Чачанупури) е активен, симетричен стратовулкан от типа „Сома – Везувий“, който заема целия остров Атласов, част от веригата на Северните Курилски острови. Той е най-северният и най-високият вулкан на Курилите. На 5,5 км северозападно от него се намира подводният Вулкан на Григориев, заедно с който образуват единен вулканичен масив.

## Описание
Алаид е симетричен стратовулкан с издължен на юг кратер на върха, чийто диаметър е 1,5 км, а дълбочината – 250 м. Изграден е от андезит до базалто-андезит. В основата му са разположени многобройни пирокластични конуси, особено в северозападната и югоизточната част. Към тях се включва и конусът до острова, издигащ се от морето и образуван при изригването през 1933 г. По склоновете и основата му са разпръснати 33 странични конуса, 10 от които вече са изхвърляли лава.
Вулканът се издига на 2339 м над морското равнище. Специалистите оценяват възрастта на Алаид но 50 000 години.

## Активност
През 18 век от кратера на върха започва поредица от силни експлозивни изригвания, които продължават и през 19 век. Сред най-мощните на архипелага, в историческо време, се приемат тези от 1790 и 1981 г. В наше време, почти през цялата 2016 г. се наблюдават термална активност и слабо изхвърляне на колони от газ, пара и вулканична пепел.

## Известни изригвания
- 1790 г. – Изригване с вулканичен експлозивен индекс 4. Продължава до 1793 г.[2]
- 1854 г. – Започва на 27 юни и протича с ВЕИ = 3.[2]
- 1860 г. – Протича от 7 до 9 юли с ВЕИ = 3.[2]
- 1894 г. – Изригването е с ВЕИ = 2.[2]
- 1933 г. – Започва на 13 ноември и свършва през август следващата година. Протича с ВЕИ = 2.[2] В резултат на това изригване се образува страничен конус във вид на остров с кратер. Постепенно размерите му се увеличават и през 1961 г. вече се съединява с остров Атласов.[4]
- 1972 г. – Започва на 17 юни и завършва на 11 септември с ВЕИ = 3. = 1973 ± 182 дни – Предполагаемо.[2]
- 1981 г. – Започва на 27 април и завършва на 5 юни. Протича с ВЕИ = 4.[2]
- 1981 г. – Започва на 25 ноември с ВЕИ = 2. Не е известно кога завършва.[2]
- 1982 г. – Започва на 29 март с ВЕИ = 2. Изхвърлена е тънка и дълга колона от вулканична пепел, която се разпростира на 100 км от вулкана. Приключва 3 часа по-късно.[2]
- 1986 г. – Започва на 25 май и завършва на 28 май ± 3 дни с ВЕИ = 2. Централният кратер е почти напълно унищожен. На мястото му се образуват два нови, по-малки кратера, по-големият от които е с диаметър 300 м и дълбочина 100 м. Фумаролите са концентрирани в 3 нови отвора в стария кратер.[2]
- 1996 г. – Започва на 3 декември с ВЕИ = 2. Изхвърлен е стълб от вулканична пепел, достигнал на височина от 5 – 6 км. По-продължително наблюдение не е осъществено поради силната снежна буря, разразила се в продължение на няколко дни. Не е известно кога точно приключва.[2]
- 1997 г. – Предполагаемо. Започва и завършва на 23 август.[2]
- 2012 г. – Започва на 5 октомври, протича със слабо, неколкоратно изхвърляне на вулканична пепел и емисии от пари и газове.[2] В по-малкия кратер израства нов шлаков конус, покрит с пепел. Диаметърът при основата му е 250 м., а този на кратера му – 70 м.[5] Изригването е с ВЕИ = 2 и завършва на 12 декември.[2]
- 2015 г. – Започва на 11 август и протича с ВЕИ = 1. Излива се малък лавов поток и са изхвърлени пепел и газове на не повече от 3 км. височина. Приключва през август 2016 г.[2]

### Изригване през 1972 г.
Изригването е с ВЕИ = 3 и започва на 17 юни. На 19 юни при северозападната основа на вулкана се образува фисура, слизаща няколко километра навътре под водата. На 22 юни Институтът за вулканология в Петропавловск-Камчатски докладва за мощно подводно стромболианско изригване от пукнатината. Пепелният стълб достига на височина 8 км. При основата си е широк 2 – 4 км, а на върха достига 5 – 6 км. Смес от пепел, газове и пари се изхвърлят периодично на всяка минута и половина. Над Южна Камчатка се посипва вулканична пепел.
На 3 юли на северозападния склон се появява нов вулканичен конус, който достига височина 120 м и ширина 350 м. От експлозивния кратер на върха излиза само пара, но от кратера на склона на всеки 2 минути се изхвърлят вулканични бомби, издигащи се на 500 м. От него потича базалтов лавов поток с дебелина около 15 м и средна ширина 500 м, който се спуска на дължина 1,3 км, стига до морето и образува нов полуостров с площ около 1 км2.
Експлозивната активност е прекратена на 15 август, изтичането на лава прекъсва на 11 септември, като общият обем на тефрата и лавата, изхвърлени от вулкана, достига 1 км3. Новосъздадените странични кратери вече показват само фумаролна активност.

### Изригване през април 1981 г.
Следобед на 27 април започва експлозивно изригване от кратера на Алаид и се засилва на следващия ден. Протича с ВЕИ = 4. Тъй като наблюдението е само сателитно, а доста време има гъста облачна покривка, то се провежда с прекъсвания.
Изображенията от 29 април показват, че колоната от вулканична пепел се състои от два първични слоя – първият ярък и отчетлив, а вторият – дифузен. Единият се издига на 9 – 11 км, а другият – на 13,5 – 15 км. Анализът на изображението показва, че по-ярката струя има температура около 55 °C, а температурата на дифузната струя е 10 °C. Съставът им е от пироксен, оливин и базалт. Пепелта се посипва в радиус от 1000 км около вулкана, върху площ от 150 000 км2.
Дебелината на пепелния слой на 7 км от Алаид е 30 см. На 45 км разстояние, в град Северо-Курилск, се чува тътенът от изригването, наблюдава се заревото на вулкана и се натрупват 20 – 25 см вулканична пепел. Училищата са затворени, а водоснабдяването и радиовръзките – прекъснати. На 300 км, в град Петропавловск и околните селища, пада пепел, примесена с мокър сняг. На 1000 км, на Алеутските острови, падането на пепелта продължава цели 2 дни. Между 2 и 5 май се наблюдават киселинни дъждове. Облаците от пепел се разнасят на 2000 км и достигат Югоизточна Европа.
Последното изображение, получено при ясно време, е от 30 април и показва, че облакът от вулканична пепел, газове и пари е с ширина минимум 120 км и дължина 1900 км. Четири дни след началото на изригването захранването на облака с вулканичен материал вече е приключило.
Изригването се подновява на 8 май, когато сателитът заснема нова колона от вулканична пепел, която ветровете отнасят на югоизток и достига максимална дължина от 400 км. Предполага се, че изригването завършва окончателно на 5 юни.